# 李振盛

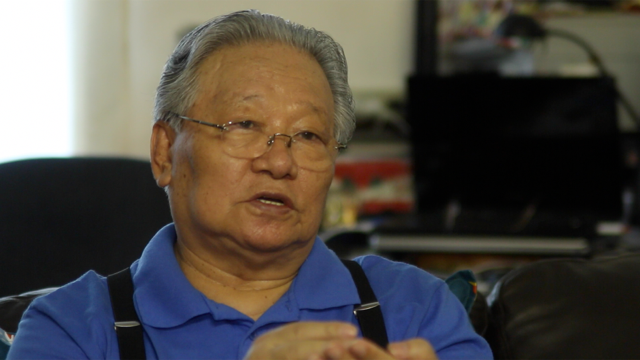
李振盛

李 振盛（り しんせい、Li Zhensheng、1940年9月22日 - 2020年6月23日）は、中国の写真家。文化大革命時の写真を保存・発表したことで知られる。

## 来歴
遼寧省大連に生まれ、山東省の農村で育つ。1963年、長春映画学院を卒業。同年、23歳で黒竜江省共産党委員会の機関紙「黒竜江日報」に勤め始め、以後19年間勤務することとなる。
李は、中国共産党の意に沿わないような写真を、会社の同僚が帰った後に現像を開始したりネガを切り取ったりして保管していた。また、突然他人が部屋に入っても不都合な写真を隠し通せるように、新聞に掲載できる大きな写真を近くに置いておき、通常の業務で残業しているように見せかけていた。
1966年に文化大革命が起きると、李は社内で造反派を組織しリーダーとなった。それ以降、他の派閥の人間を毛沢東の思想に忠実でないとして集会の場で批判することもあった。しかし、個人が吊し上げにされて暴力的に批判される様を見て、考えを変えるようになった。
1966年8月、ハルビン市の極楽寺において多数の僧が民衆に吊し上げにあい、仏像が破壊される様を見て衝撃を受ける。
1966年9月、ハルビン市の人民体育場で当時の黒竜江省の省長だった李範五が、「髪型が毛沢東に似ているのは政治的野心を抱いているからだ」という理由で吊し上げに合う様子を撮影した。
1968年結婚。2女をもうける。この頃、共産党から革命のイメージを損ねるような写真や記録物の提出を求める通達が出されるようになると、ネガや写真を自宅の床下に隠した。
同年12月、新聞社の乗っ取りを企んだという理由で李も批判闘争集会にかけられる。その夜、家宅捜索を受けるが、ネガを埋めた場所を遮るように自分が立ち、捜索の目を誤魔化した。
1969年、再教育を理由に「柳河五・七幹部学校」に妻と共に送られ、2年間収容される。学校という名が付いているものの、実際には強制労働施設だった。
1972年、黒竜江日報に戻り、写真部の部長となる。
1982年、国際政治学院（現・中国人民警官大学）の新聞学部の撮影教研室の主任に就任。
2004年5月、保管していたネガを元に写真集「紅色新聞兵」を出版。
2006年6月、日本のNHKが、李振盛のドキュメンタリー番組「文化大革命　40年目の証言」を制作。
2020年6月23日、脳卒中のためニューヨークにて死去。79歳没。

## 作品
- 「紅色新聞兵」 2000年
- 「追憶瞬間」 2002年
  - 日本語版「紅色新聞兵　ある中国人写真家の文化大革命をめぐる彷徨」
　ロバート・プレッジ編、清宮真理訳、ファイドン、2005年